# Jeux de l’Amitié
Die Jeux de l’Amitié  (deutsch Spiele der Freundschaft) waren eine Sportveranstaltung, die Anfang der 1960er-Jahre in Westafrika ausgetragen wurden.
1960 hatten die Jeux de la Communauté in Madagaskar als Wettbewerb mit Frankreich und seinen Kolonien im Rahmen der Communauté française stattgefunden. Nachdem diese 1960 ihre Unabhängigkeit erlangt hatten, wurden die nächsten Ausgaben unter dem neuen Namen ausgetragen und umfassten auch Länder, die keine französischen Kolonien gewesen waren. Die Jeux de l’Amitié 1961 fanden in Abidjan (Elfenbeinküste) und die Spiele 1963 in Dakar (Senegal) statt. 1963 nahmen 2400 Athleten teil.
Bei den Spielen in Dakar nahmen zum ersten Mal afrikanische Frauen an einem internationalen Sportwettbewerb teil.
Die Fußballwettbewerbe wurden von der französischen Amateurnationalmannschaft und Senegal gewonnen.